# Kaminey
Kaminey (hindi: कमीने, Dranie) – bollywoodzki thriller z 2009 roku wyreżyserowany przez Vishal Bhardwaja (Omkara). W rolach głównych Shahid Kapoor i Priyanka Chopra. Film rozgrywający się w mumbajskim środowisku przestępczym i na Goa opowiada historię dwojga braci, którym problemy pomagają dojrzeć do wzięcia odpowiedzialności za swoje życie, do pogodzenia się z bolesną przeszłością i odkrycia swojej braterskiej relacji. w filmie jest miejsce na porachunki gangsterskie i na miłość.

## Fabuła
Charlie i Guddu to bliźniacy. Wyglądają tak samo (Shahid Kapoor), ale chodzą różnymi drogami. Charlie żyje na granicy przestępczego świata zarabiając jako bukmacher w wyścigach konnych. Guddu angażuje się w uliczne przedstawienia przeciwko AIDS. Zakochany w Sweety (Priyanka Chopra), ale nieprzygotowany do roli ojca, próbuje się wymigać od ślubu. Każdy z nich ma właśnie na głowie kłopot. Związek Guddu ze Sweetu odrzuca jej brat Bhope Bhau (Amole Gupta) – gangster z ambicjami politycznymi, a w ręce Charliego wpada przypadkiem heroina gangu. Ich kłopoty sprawiają, że po latach niewidzenia się znów wpadają na siebie.

## Obsada
- Shahid Kapoor – Charlie Sharma (bookmacher na wyścigach) i Guddu Sharma (pracuje dla organizacji pozarządowej walczącej z AIDS), związany ze Sweety

- Priyanka Chopra – Sweety Shekhar Bhope, siostra bossa gangu, ukochana Guddu (spodziewa się jego dziecka)
- Amol Gupte – Sunil Shekhar Bhope. (Bhope Bhau), mumbajski gangster z ambicjami politycznymi
- Deb Mukherjee – Mujeeb
- Shiv Subrahmanyam – Lobo
- Chandan Roy Sanyal – Mikhail
- Tenzing Nima – Tashi
- Hrishikesh Joshi – Lele’
- Rajatava Dutta – Shumon
- Harish Khanna – Afghani
- Carlos Paca – Cajetan
- Eric Santos – Ragos
- Patrícia Bull – Vivian
- Shashank Shende – Ganesh

## Muzyka i piosenki
Muzykę do filmu skomponował Vishal Bharadwaj, autor muzyki do Satya, Maachis, Chachi 420, No Smoking, Cichy, Hu Tu Tu, Dil Pe Mat Le Yaar, Maqbool, Omkara i Kaminey (trzy ostatnie też reżyserował).
| Track # | Piosenkę                  | Śpiewa(ją)                                                                | Trwa |
| 1       | Dhan Te Nan               | Sukhwinder Singh, Vishal Dadlani, Robert Bob Omulo                        | 4:45 |
| 2       | Pehli Baar Mohabbat       | Mohit Chauhan                                                             | 5:24 |
| 3       | Raat Ke Dhai Baje         | Suresh Wadkar, Rekha Bhardwaj, Sunidhi Chauhan, Kunal Ganjawala, Earl E D | 4:31 |
| 4       | Fatak                     | Sukhwinder Singh, Kailash Kher                                            | 5:03 |
| 5       | Meri Aarzoo Kaminey       | Vishal Bhardwaj                                                           | 5:57 |
| 6       | Go Charlie Go             | Theme                                                                     | 2:01 |
| 7       | Dhan Te Nan (Remix)       | Sukhwinder Singh, Vishal Dadlani, Robert Bob Omulo                        | 4:03 |
| 8       | Raat Ke Dhai Baje (Remix) | Suresh Wadkar, Rekha Bhardwaj, Sunidhi Chauhan, Kunal Ganjawala, Earl E D | 4:18 |